# Expectorar

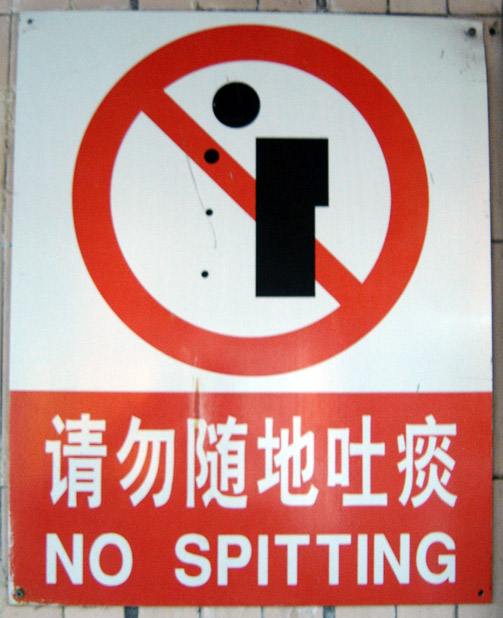
Señal de no escupir.

Expectorar consiste en arrojar los esputos por la boca. 

## Definición
Expectorar es arrancar y arrojar por la boca las flemas y otras secreciones que se depositan en la faringe, la laringe, la tráquea o los bronquios.
Expectoración es la acción de expectorar.
No debe confundirse con "escupir", que consiste en expulsar saliva por la boca.

## Patología
Tanto por exceso, como por defecto, la expectoración sugiere el padecimiento de alguna enfermedad. Además, si se acompaña de sangre (esputo hemoptoico), secreciones purulentas (tos vómica) u otras alteraciones en su color o contenido, también orientan hacia determinados problemas de salud que deben ser consultados de inmediato a un médico.

## Tratamiento
En general, se utilizan los expectorantes, que son fármacos que favorecen la expulsión de las secreciones bronquiales acumuladas. Aunque dependiendo de la enfermedad que origina o altera la expectoración, se usan diferentes tipos de medicamentos.